# Генк Тіммер
Генк Тіммер (нід. Henk Timmer, нар. 3 грудня 1971) — нідерландський футболіст, що грав на позиції воротаря. По завершенні ігрової кар'єри — спортивний функціонер.
Виступав, зокрема, за клуби «Зволле», АЗ та «Феєнорд», а також національну збірну Нідерландів.

## Клубна кар'єра
Народився 3 грудня 1971 року. Вихованець футбольної школи клубу VV Hierden з рідного міста.
У дорослому футболі дебютував 1989 року виступами за команду «Зволле», в якій провів одинадцять сезонів, взявши участь у 285 матчах Еерстедивізі. Більшість часу, проведеного у складі «Зволле», був основним голкіпером команди.

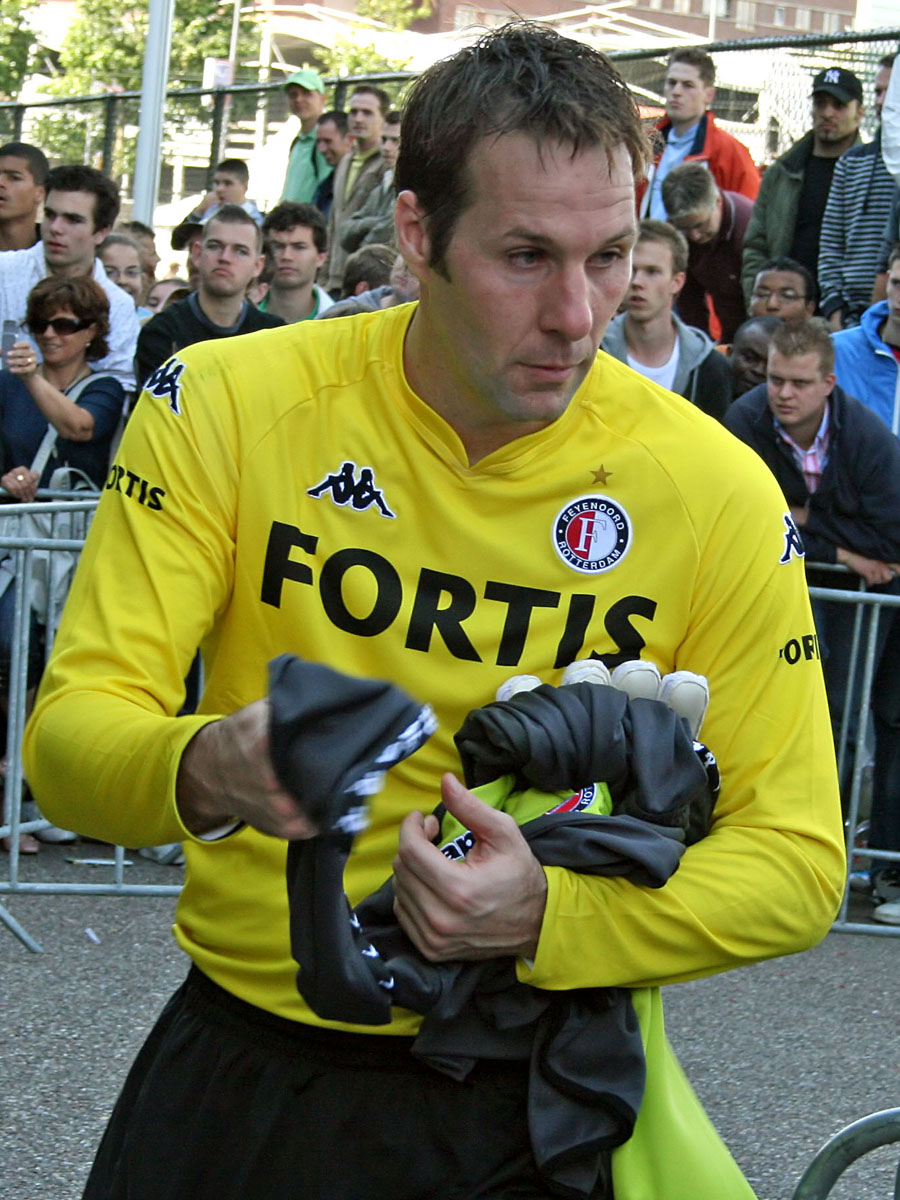
Генк Тіммер під час виступів за «Феєнорд». 2007 рік.

У 2000 році Тіммер перейшов у АЗ, де Тіммер у віці 29 років дебютував в Ередівізі. У сезонах 2001/02 та 2002/03 він виступав в оренді у клубах «Феєнорд» та «Аякс» відповідно, але в обох клубах був запасним воротарем і зіграв лише кілька матчів. Потім у 2003 році воротар повернувся в АЗ і провів там три сезони як гравець основи. У сезоні 2005/06 Тіммер допоміг АЗ зайняти друге місце в чемпіонаті, а в наступному році — дістатися до фіналу Кубка Нідерландів.
У 2006 році Генк Тіммер перейшов в «Феєнорд» через конфлікт з тодішнім тренером АЗ Луї ван Галом.
Тіммер вирішив завершити професійну кар'єру в 38 років після того, як «Феєнорд» посів 7 місце в сезоні 2008/09. Але в березні 2010 року він знову повернувся у футбол і підписав контракт з клубом «Геренвен», в якому всі три заявлених на чемпіонат голкіпера виявилися травмовані. Тіммер зіграв 9 матчів і пішов з клубу, оскільки контракт укладався до кінця сезону 2009/10.

## Виступи за збірну
Перший виклик у збірну Нідерландів Тіммер отримав в лютому 2005 року на товариський матч зі збірною Туреччини, коли воротарю було вже 33 роки. Його дебют відбувся 12 листопада 2005 року в товариській зустрічі проти збірної Італії (тоді італійці виграли 3:1).
Воротар був заявлений на чемпіонат світу 2006 року у Німеччині та чемпіонат Європи 2008 року в Австрії та Швейцарії, але жодного разу не виходив на поле.
Протягом кар'єри у національній команді, яка тривала 4 роки, провів у формі головної команди країни 7 матчів, усі — товариські.

## Особисте життя
Генк Тіммер одружений з голландською ковзаняркою і триразовою олімпійською чемпіонкою Маріанне Тіммер.
| Дата       | Місто     | Господарі  | Результат | Гості      | Турнір           | Голи | Примітки |
| ---------- | --------- | ---------- | --------- | ---------- | ---------------- | ---- | -------- |
| 12-11-2005 | Амстердам | Нідерланди | 1 – 3     | Італія     | товариський матч | -    | 46'      |
| 01-06-2006 | Ейндговен | Нідерланди | 2 – 1     | Мексика    | товариський матч | -    | 46'      |
| 15-11-2006 | Амстердам | Нідерланди | 1 – 1     | Англія     | товариський матч | -    | 46'      |
| 06-06-2007 | Бангкок   | Таїланд    | 1 – 3     | Нідерланди | товариський матч | -    |          |
| 26-03-2008 | Відень    | Австрія    | 3 – 4     | Нідерланди | товариський матч | -    |          |
| 06-09-2008 | Ейндговен | Нідерланди | 1 – 2     | Австралія  | товариський матч | -    | 45'      |
| 19-11-2008 | Амстердам | Нідерланди | 3 – 1     | Швеція     | товариський матч | -    | 46'      |
| Усього     |           | Матчів     | 7         |            | Голів            | 0    |          |

## Титули і досягнення
- Володар Кубка Нідерландів (1):

«Феєнорд»: 2007–08
- Володар Кубка УЄФА (1):

«Феєнорд»: 2001–02